# Watership Down (filme)
Watership Down (bra: Uma Grande Aventura) é um filme de animação britânico de 1978, dos gêneros aventura e drama, dirigido e escrito por Martin Rosen, baseado no romance homônimo de Richard Adams.[carece de fontes?]

## Sinopse
Grupo de coelhos se vê obrigado a procurar uma nova toca, pois a sua está sob ameaça de destruição. Nessa busca, deparam-se com animais domésticos, seres humanos e até um coelho malvado, e para isso precisam reforçar sua união, nem que seja à custa de mais violência.